# Mark Polonia
Mark Alan Polonia (* 30. September 1968 in Johnstown, Wellsboro, Pennsylvania) ist ein US-amerikanischer Filmregisseur, Filmproduzent, Drehbuchautor und Schauspieler.

## Leben
Polonia wuchs als jüngstes Kind in einer Großfamilie auf. Er hat einen Zwillingsbruder, John Polonia, der 2008 im Alter von 39 Jahren verstarb. Die beiden gründeten 1987 zusammen die Polonia Bros. Entertainment and Cinegraphic Productions, die heute Polonia Brothers Entertainment heißt. Mark Polonia produziert nach Johns Tod, dann zusammen mit seinem langjährigen Freund Matt Satterly weiterhin Filme.
Polonia war 22 Jahre lang Leiter der Abteilung für Mediendienste an der Mansfield University.
1985 führte er im Film Church of the Damned erstmals die Regie und wirkte im gleichen Film auch in einer Nebenrolle mit. Seit den 1990er Jahren werden regelmäßig Filme im Genre Horror-, Tierhorror- oder Science-Fiction-Films veröffentlicht. 1993 führte er die Regie im Film Hellspawn unter dem Pseudonym Alan Joseph Micheal. Meistens erschien im gleichen Jahr oder im Vorjahr Blockbuster, von denen Polonia ähnliche Filme veröffentlichte. So erschien 1994 der Film Saurians, ein Jahr nach Jurassic Park. In beiden Filmen spielen Dinosaurier die zentrale Rolle. Ein ähnliches Muster ist in den 2013 erschienenen Filmen Empire of the Apes und 2017 Revolt of the Empire of the Apes zu erkennen: in diesem Zeitraum erschienen Remakes der Verfilmungen Der Planet der Affen aus den 1960er- und 1970er-Jahren. Als Produzent der Filme war David S. Sterling tätig. Polonia verantwortete außerdem mehrere Fortsetzungen von Camp Blood (2000).
In seinen Spielfilmen setzt Polonia auf die Stop-Motion-Filmtechnik, die überwiegend in der ersten Hälfte des 20. Jahrhunderts zum Einsatz kam.

## Filmografie (Auswahl)

### Regie
- 1985: Church of the Damned
- 1986: Hallucinations
- 1987: Splatter Farm
- 1991: Lethal Nightmare
- 1993: Hellspawn
- 1994: Saurians
- 1995: How to Slay a Vampire
- 1996: Feeders
- 1996: Night Crawlers
- 1998: Feeders 2: Slay Bells
- 1998: Bad Magic
- 1998: Terror House
- 2000: The House That Screamed
- 2000: Blood Red Planet
- 2001: Dweller
- 2001: Hellgate: The House That Screamed 2
- 2002: NightThirst
- 2002: Gorilla Warfare: Battle of the Apes
- 2003: Holla If I Kill You
- 2004: Among Us
- 2004: Peter Rottentail
- 2004: Preylien: Alien Predators
- 2004: Dinosaur Chronicles
- 2005: Razorteeth
- 2005: Black Mass
- 2007: Splatter Beach
- 2007: WildCat
- 2008: Forest Primeval
- 2008: Monster Movie
- 2009: HalloweeNight
- 2011: E.V.E. of Destruction
- 2013: Empire of the Apes
- 2013: Chainsaw Killer
- 2014: Camp Blood: First Slaughter
- 2015: Amityville Death House
- 2015: Channel 13
- 2015: Jurassic Prey
- 2015: Death Reel
- 2016: Bigfoot Vs. Zombies
- 2016: Sharkenstein
- 2017: Amityville Exorcism
- 2017: Nightmare Vacation
- 2017: Land Shark
- 2017: Revolt of the Empire of the Apes
- 2017: Camp Blood 7 (It Kills)
- 2018: Battle Bots
- 2018: Trashsploitation
- 2018: Ghost of Camp Blood
- 2018: War Raiders
- 2018: Frozen Sasquatch
- 2018: Alien Surveillance
- 2019: Camp Blood Kills
- 2019: Deadly Playthings
- 2019: Bride of the Werewolf
- 2020: Amityville Island
- 2020: Children of Camp Blood

### Produzent
- 1994: Saurians
- 1998: Terror House
- 2000: The House That Screamed
- 2000: Blood Red Planet
- 2001: Dweller
- 2001: Hellgate: The House That Screamed 2
- 2002: NightThirst
- 2002: Gorilla Warfare: Battle of the Apes
- 2004: Among Us
- 2004: Peter Rottentail
- 2005: Razorteeth
- 2005: Black Mass
- 2007: WildCat
- 2008: Forest Primeval
- 2009: Muckman
- 2011: E.V.E. of Destruction
- 2012: The Dark Sleep
- 2015: Amityville Death House
- 2015: Jurassic Prey
- 2015: Queen Crab – Die Killerkrabbe
- 2017: Fatal Premonitions
- 2019: Outpost Earth

### Drehbuch
- 1987: Splatter Farm
- 1991: Lethal Nightmare
- 1994: Saurians
- 1995: How to Slay a Vampire
- 1996: Feeders
- 1998: Feeders 2: Slay Bells
- 1998: Terror House
- 2000: The House That Screamed
- 2001: Hellgate: The House That Screamed 2
- 2004: Among Us
- 2009: HalloweeNight
- 2009: Muckman
- 2011: E.V.E. of Destruction
- 2013: Empire of the Apes
- 2013: Chainsaw Killer
- 2014: Camp Blood: First Slaughter
- 2015: Death Reel
- 2016: Bigfoot Vs. Zombies
- 2017: Land Shark
- 2018: Battle Bots
- 2018: War Raiders
- 2019: Bride of the Werewolf

### Schauspieler
- 1985: Church of the Damned
- 1986: Hallucinations
- 1987: Splatter Farm
- 1991: Lethal Nightmare
- 1993: Hellspawn
- 1994: Saurians
- 1995: Savage Vows
- 1995: How to Slay a Vampire
- 1996: Feeders
- 1996: Night Crawlers
- 1998: Feeders 2: Slay Bells
- 1998: Terror House
- 2000: Camp Blood 2
- 2001: Dweller
- 2002: NightThirst
- 2004: Peter Rottentail
- 2004: Dinosaur Chronicles
- 2008: Monster Movie
- 2009: Muckman
- 2015: Amityville Death House
- 2015: Jurassic Prey
- 2015: Queen Crab – Die Killerkrabbe
- 2017: Giantess Attack
- 2017: It Kills
- 2018: Ghost of Camp Blood
- 2018: Halloween Horror Tales
- 2019: ZillaFoot
- 2019: Deadly Playthings
- 2020: Amityville Island